# اتش ج -8
اتش ج -8 (بالصينية: 红 箭-8؛ بالإنجليزية: "Red Arrow" أي «السهم الاحمر»). وهو الجيل الثاني من الصواريخ المضادة للدبابات (ATGM) الموجه بالسلك والذي يتم إطلاقه عبر الأنبوب، والمتعقب البصري، ويعتبر أحد أهم نظم الصواريخ المضادة للدبابات التي تم اعتمدها من قبل جيش التحرير الشعبي الصيني منذ أواخر الثمانينيات. ويتم اطلاق الصاروخ من الأرض ويمكن أيضا إطلاقه عبر مركبات قتالية أو طائرات هليكوبتر هجومية، والمثير للإعجاب أنها لا تزال قوية في ساحة المعركة وقاتلة للدبابات بالرغم من بلوغها سن 45 سنة.

## مراحل تطوير
في عام 1970، اقترح الفيلق الصيني المدرع لأول مرة تطوير لصاروح الماليوتكا النسخة الصينية المسماة HJ-73 وتمت الموافقة عليه لاحقًا، وتم ادخاله الخدمة تحت مسمى AFT-8 أو HJ-8. وقد تم تطوير الصاروخ بشكل مشترك من قبل Research Institute 203 and 282nd Factory، لكن البرنامج قد توقف بسبب الاضطرابات السياسية. ولم يكتمل التطوير حتى أوائل الثمانينيات، بعد نهاية الثورة الثقافية البروليتارية العظمى. بعد حصوله على شهادة الدولة، دخل الصاروخ مرحلة الإنتاج الضخم في عام 1984. وهو عبارة عن صاروخ يتم تتبعه بصريًا وموجه بالأسلاك. تم تطوير سلسلة من المتغيرات التي تمت ترقيتها منذ ذلك الحين.
يتم تصنيع HJ-8 ومتغيراته بواسطة مصنع شركة نورينكو رقم 282 (Norinco) (مصنع جيانجنان الالات - 江南机器厂)، والمصنع 5618 (مصنع أجهزة الكهرباء الكهروضوئية بجنوب الصين في هونان) في الصين ومختبرات أبحاث خان في باكستان.

## التصميم
يمكن اعتبار سلسلة اتش ج -8 المكافئ الصيني لصواريخ تاو الأمريكية والصواريخ الفرنسية الألمانية طراز ميلان وصواريخ هوت المضادة للدبابات. وهو نظام صاروخي يتم إطلاقه من خلال أنبوب، ويتم تتبعه بصريًا وموجه سلكيًا ومزودًا برأس حربي مضاد للدبابات HEAT. ويعتقد العديد من الخبراء أن الصاروخ هو مزيج من ثلاثة أنظمة صواريخ غربية مضادة للدبابات تم الحصول عليها من دول في الشرق الأوسط وآسيا والتي تم فحصها بعد ذلك وهندستها وتعديلها: الحامل ثلاثي القوائم من الولايات المتحدة في نظام صواريخ تاو؛ ووحدة التحكم في التعقب من صواريخ ميلان الفرنسية/الألمانية؛ والصاروخ سوينج فاير من المملكة المتحدة.
هناك العديد من النماذج المحسّنة التي تتبع نفس تصميم الطراز الأصلي، المعين من HJ-8A إلى HJ-8H، كل منها يشتمل على ميزات محسّنة مقارنة بالطراز السابق. دخل الطراز HJ-8E الخدمة في منتصف عام 1990، ويزن 24.5 كجم، ويصل مداها إلى 4000 متر، ويمكنه أيضًا هزيمة الدروع التفاعلية المتفجرة (ERA).
تم تصميم HJ-8 ليكون موثوقًا ودقيقًا، وهو الآن التسلح القياسي المضاد للدبابات علي طائرات الهليكوبتر الصينية WZ-9 والروسية مي-17 والفرنسية غازيل لتحل محل الصاروخ هوت (التسليح البكر للجازيل) التابعة لـجيش التحرير الشعبى الصينى.

### منصة إطلاق البرج
تم تطوير منصة الإطلاق التي يمكن تثبيتها على المركبات القتالية المدرعة المصنعة بواسطة نورينكو لاستخدامها كمنصة إطلاق اتش ج -8، وبرج SW-1 الفردي. ويزن برج SW-1 الملحوم بالكامل من الفولاذ 1750 كجم ويمكن تثبيته على العديد من المركبات المجنزرة أو ذات العجلات. ويُذكر أن البرج محصن ضد طلقات خارقة للدروع من عيار 0.50 من مسافة قريبة (100 متر) ويتم زيادة الحماية عند تثبيت الدروع الإضافية. يمكن للبرج الدوران بزاوية 360درجة ويرتفع من -40 إلى +60 درجة. ونظام التحكم في الإطلاق، المعتمد على نظام HJ-8H، مركب داخليًا.
يشتمل التسلح الأساسي لـ SW-1 على أربع صواريخ من طراز HJ-8H، مع اثنتين مثبتتين في الموقع الخلفي على كل جانب من جوانب البرج. ويتكون التسلح الثانوي من مدفع رئيسي 30 ملم ومدفع رشاش متحد المحور 0.30. يمكن استخدام مجموعة متنوعة من الذخيرة ويبلغ الحد الأقصى لمعدل إطلاق المدفع الرئيسي حوالي 6 جولات في الثانية، ويمكن اختيار إطلاق نار آلي بمعدلات مختلفة. يُزعم أن المدفع عيار 30 ملم فعال ضد الأهداف الأرضية التي تصل إلى 4 كيلومترات، والأهداف الجوية على بعد كيلومترين، بينما صاروخ HJ-8H فعال ضد الأهداف الأرضية على مسافة 4 كيلومترات، وضد الأهداف الجوية المنخفضة والبطيئة في نفس النطاق. أكمل نموذج المتابعة الذي يتم تشغيله عن بعد بوزن 1.4 طن تطويره ودخل الخدمة الصينية، صممه المصمم نفسه Wu Lixin. مثل سابقتها، تم أيضًا اختبار هذا الطراز بدون طيار لأول مرة باستخدام HJ-73C ATGM. النسخة غير المأهولة تحمل 160 طلقة ذخيرة 30 ملم.

## المتغيرات
- HJ-8 - النسخة الأصلية. يزعم أنه قادر على تحقيق احتمال قتل بنسبة 90٪.[10]
- HJ-8A - أول ترقية لـ HJ-8 مع قوة اختراق أكبر قليلاً من HJ-8، مع زيادة المدى إلى 4 كم.
- HJ-8B - نموذج HJ-8 تم تطويره خصيصًا لطائرات الهليكوبتر، مع زيادة قوة الاختراق والمدى إلى 5.3كم.[11]
- HJ-8C - مطور خصيصًا لهزيمة الدروع التفاعلية المتفجرة بشحنة ترادفية. من HJ-8C فصاعدًا، يمكن حمل جميع صواريخ HJ-8 على منصات مختلفة.
- HJ-8D - متغير مطور مع الشحن الترادفي.
- HJ-8E - تم إدخال ترقية HJ-8B / C بمحرك صاروخي جديد بمدى يصل إلى 4 كم، في الخدمة في منتصف عام 1990. يتميز نظام التحكم في الحرائق (FCS) برقمنة عالية ويتضمن نظام تصوير حراري للقدرة في جميع الأحوال الجوية ليلاً ونهارًا. يزن صاروخ HJ-8E المضاد للدبابات 24.5 كجم، ويصل مداها إلى 4000 متر،[3] ويمكنه أيضًا هزيمة الدروع التفاعلية المتفجرة (ERA).[12]
- HJ-8F - متغير برأس حربي مضاد للتحصينات.
- HJ-8FAE - نسخة تتميز برأس حربي حراري.
- HJ-8L - موديل بوزن إجمالي منخفض، L تعني «خفيف». باستخدام ردود الفعل من حرب البوسنة، تم تصميم HJ-8E لتلبية الحاجة إلى ATGM خفيف الوزن قادر تمامًا مثل الطرز الثقيلة. يمكن أن تستوعب HJ-8L صاروخين، أحدهما أصغر بمدى 3 كم والآخر أكبر بمدى 4 كم. تُستخدم الإلكترونيات الدقيقة الجديدة في نظام التحكم في الحرائق، كما أن استخدام المواد المركبة في نظام الإطلاق / التخزين يقلل الوزن إلى 22.5 كجم، بحيث يمكن حمل HJ-8L بواسطة طاقم مكون من شخصين.
- HJ-8H - ترقية HJ-8E ؛ اعتماد نفس نظام التحكم في الحرائق ونظام الإطلاق / التخزين خفيف الوزن لـ HJ-8L. يستخدم صاروخًا جديدًا قادرًا على الاشتباك مع أهداف أرضية على بعد 6 كيلومترات،[11] وأهداف جوية منخفضة السرعة مثل طائرات الهليكوبتر على بعد 4 كيلومترات.[11]
- HJ-8S - متغير برأس حربي مضاد للسفن.
- Baktar-Shikan - Baktar-Shikan (Urdu: "Armor Piercing") هو نوع من HJ-8 تم تصنيعه بموجب ترخيص من باكستان في Khan Research Laboratories منذ أواخر التسعينيات.[4][5][13] وكان أول اختبار ناجح في يوليو 1997.[7] يمكن تفكيك نظام الصاروخ والإطلاق بسرعة إلى أربع وحدات فرعية، وزن كل منها أقل من 25 كجم، مما يجعل طاقم النظام محمولاً. يتم تثبيت Baktar-Shikan أيضًا على ناقلات جند مدرعة باكستانية (APCs) ويتم استخدام نسخة معدلة تطلق من الجو لتسليح طائرات الهليكوبتر كوبرا الحربية وطائرات الهليكوبتر الأخرى التابعة لجناح طيران الجيش الباكستاني. وتصدر باكستان أيضا بختار-شيكان. تُنسب نسخة التصدير إلى تدمير جميع أهداف الدبابات المعروفة حاليًا مع احتمال إصابة 90٪ واختراق على مسافة 3 كيلومترات.[14] تم تصدير Baktar-Shikan إلى بنغلاديش وماليزيا.[15] يتوفر أيضًا جهاز محاكاة تدريب داخلي مع Baktar-Shikan. إنها نسخة طبق الأصل من السلاح وتستخدم لتدريب المشغلين من خلال محاكاة السرعات والنطاقات والزوايا المستهدفة المختلفة. يمكن تكييف معلمات حركة الهدف مع مستوى المهارة التدريجية للمشغل تحت التدريب.[16] يتم أيضًا تطوير جهاز توجيه ليزر اختياري لزيادة الدقة في نطاقات أطول.[15] وفقًا لمعهد SIPRI، بين عامي 1990 و2015، أنتجت باكستان 22,850 صاروخًا من نوع بكتر-شيكان.[17]
- HJ-11 / AFT-11 تطوير HJ-8 بتوجيه ليزر شبه نشط، حصل على تسمية جديدة HJ-11 لأنه يُزعم أنه الجيل الثالث من الصواريخ المضادة للدبابات الصينية.[18]

## استخدام القتال

### البوسنة والهرسك
تم تزويد وحدات HJ-8 (ربما البديل Baktar-Shikan من باكستان) لقوات الحكومة البوسنية في أوائل التسعينيات. استخدمتها قوات الحكومة البوسنية ضد دبابات صرب البوسنة في منتصف التسعينيات.

### سيريلانكا
حصل الجيش السريلانكي على ما لا يقل عن 10 وحدات من بكتار-شيكان من باكستان، خلال الصراع الأهلي ضد الانفصاليين لتحرير نمور تاميل إيلام. في مناسبة واحدة على الأقل، خلال معركة مولايتيفو عام 2009، استخدم الجيش هذه الأسلحة ضد زوارق هجوم سريعة تابعة للجناح البحري لنمور نمور تحرير تاميل إيلام.

### سوريا
منذ يونيو 2013، ظهرت على السطح مقاطع فيديو تُظهر استخدام مقاتلي المرتزقة التركمان شمال سوريا للصواريخ HJ-8 ضد دروع الجيش العربي السوري ونجحت في تدمير دبابات T-72.

### العراق
منذ ديسمبر 2014، ظهرت مقاطع فيديو تظهر استخدام البشمركة لصواريخ HJ-8 ضد تنظيم داعش الإرهابي. ربما تم الاستيلاء على أنظمة HJ-8 من مخزونات الدواعش.

### فلسطين
استخدمت كتائب القسام صاروخ السهم الأحمر لضرب آلية هندسية إسرائيلية طراز أوفِك في رفح بقطاع غزة في 24 يونيو 2024 خلال الاجتياح الإسرائيلي لقطاع غزة ضمن الحرب الفلسطينية الإسرائيلية. واستهدفت به مجدداً آلية نامر لنقل الأفراد في 1 أغسطس 2024.

## المواصفات

### النسخة اتش ج -8
- الطول: 875 مم.
- القطر: 120 مم.
- الوزن: 11.2 كجم.
- السرعة:> 220 م/ث.
- المدى: من 0.1 إلى 4 كم.[25]
- اختراق الدروع: يمكن لهذة النسخة اختراق من 800 إلى 1100 ملم من الفولاذ.[25][26]

- نظام التوجيه الأساسي: سلكي
- مجهز بنظام تهديف ليلي

## المشغلون
- ألبانيا

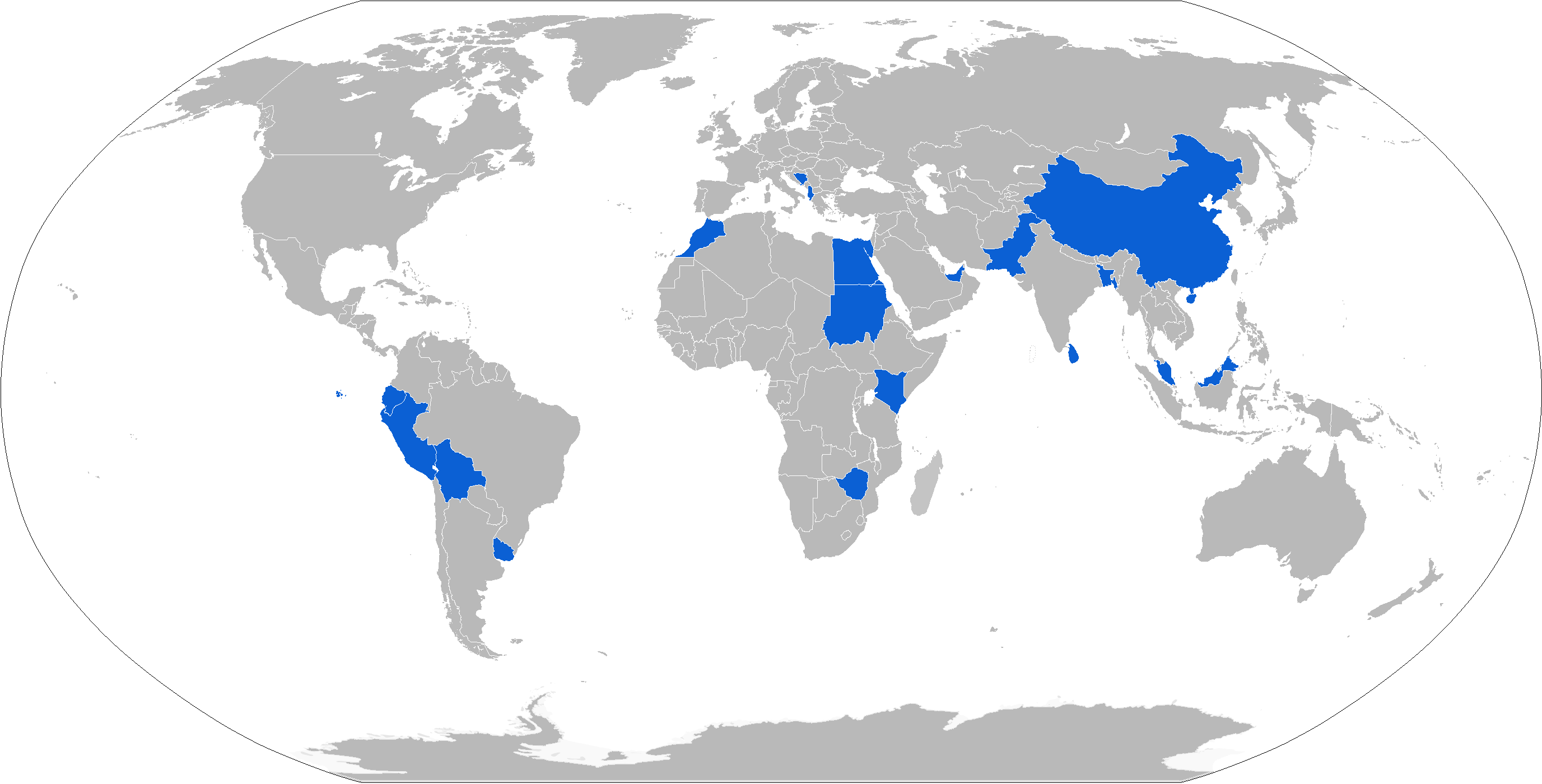
Map with HJ-8 operators in blue

- بنغلاديش - تم تقديم طلب في عام 2000، وتم استلام 114 في عام 2001.[27]
- بوليفيا[28]
- البوسنة والهرسك[29]
- الصين
- مصر - يُنتَج محليَّا تحت اسم «أهرام» بموجب رخصة من الصين.[30][استشهاد غير ذي صلة]
- إيران
- الإكوادور[28]
- كردستان[30]
- كينيا
- ماليزيا
- المغرب – HJ-8L
- باكستان - يتم انتاجة النسخلة المحلية بكتار-شيخان بموجب رخصة.[30]
- بيرو
- سريلانكا
- السودان – مصنوع تحت رخصة هيئة صناعة عسكرية باسم (ساريب).[31] بعض الصينيين تم أسرهم من قبل الحركة الشعبية لتحرير السودان.[32]
- سوريا – فصائل متمردة وارهابية سورية مختلفة في الحرب الأهلية السورية. تم التزويد به خارجيا.
- الامارات[1]
- أوروغواي
- فنزويلا[33]
- زيمبابوي[34]